# إشتفان هيلر
إشتفان هيلر (بالمجرية: Hiller István)‏ هو مؤرخ وسياسي مجري، ولد في 7 مايو 1964 بشوبرون في المجر. حزبياً، نشط في حزب العمال الاشتراكي المجري ( – 1989) والحزب الإشتراكي المجري (1989 – ). وقد انتخب عضو الجمعية الوطنية المجرية عن دائرة Budapest 16th constituency ‏ وقد انضم خلال فترته النيابية ‏ للكتلة البرلمانية الحزب الإشتراكي المجري وفي الانتخابات البرلمانية المجرية 2014 ‏، انتخب عضو الجمعية الوطنية المجرية عن دائرة Budapest 16th constituency ‏ وقد انضم خلال فترته النيابية ‏ (6 مايو 2014 – ) للكتلة البرلمانية الحزب الإشتراكي المجري.

## روابط خارجية
- إشتفان هيلر على موقع مونزينجر (الألمانية)